# Programa de Datos sobre Conflictos de Uppsala

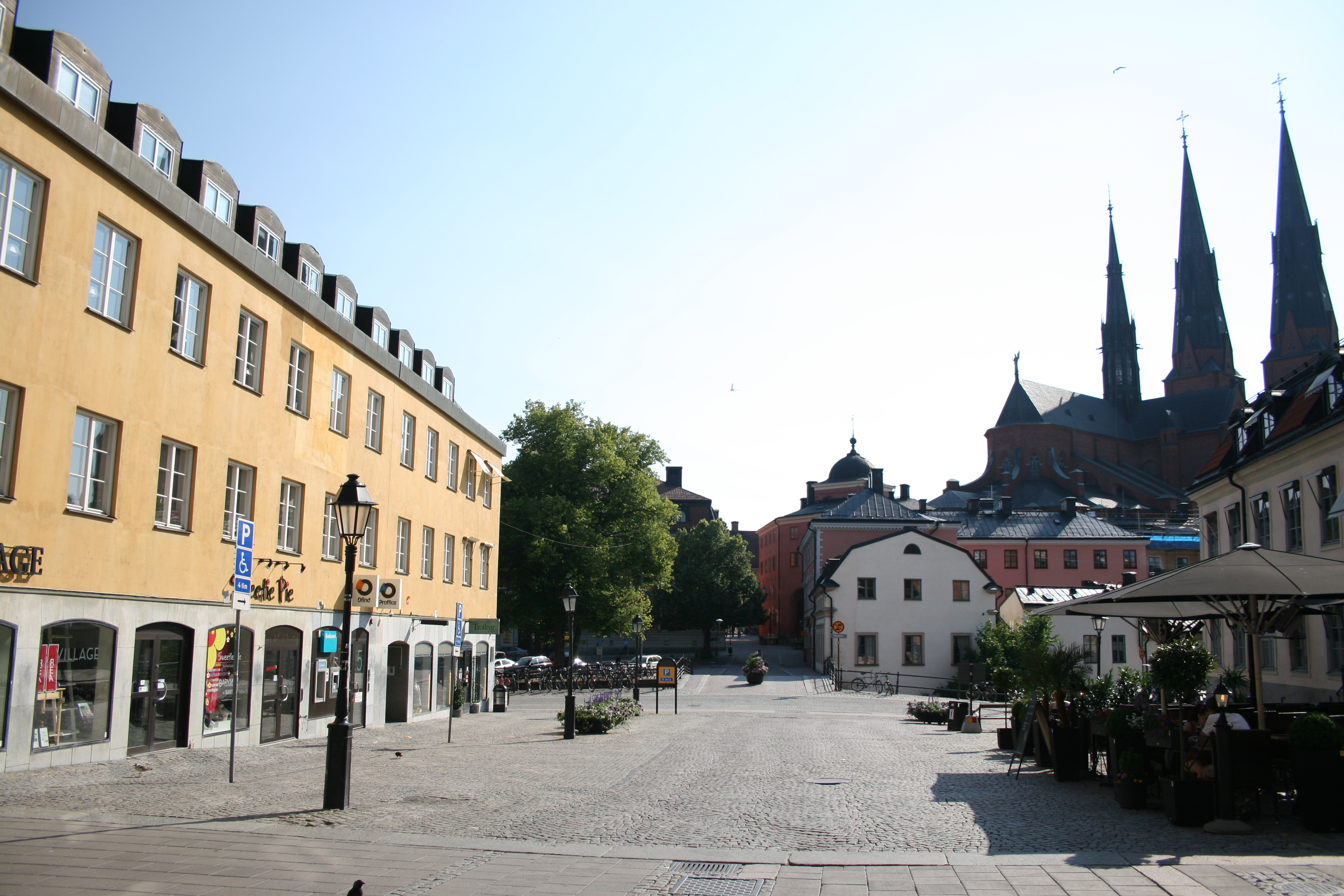
El UCDP es parte de la Universidad de Uppsala y está ubicado en Gamla Torget.

Programa de Datos sobre Conflictos de Uppsala, UCDP,  es un proyecto en la Universidad de Uppsala que registra muertos en conflictos bélicos. Desde la década de los setenta, el objetivo del programa ha sido la grabación de datos sobre conflictos en el mundo. El UCDP produce un informe anual que se llama "States in Armed Conflict" (Estados en Conflicto Armado) que incluye datos sobre personas fallecidas en conflictos bélicos, sus resoluciones y las dinámicas del conflicto durante el año anterior. Los datos del UCDP son públicos y han sido utilizados por estudiantes, investigadores, periodistas, gobiernos, organizaciones no gubernamentales, y miembros del público.